# John C. Allen
Pour les articles homonymes, voir Allen et John Allen.
John C. Allen, né le 21 mai 1907 à Philadelphie et mort le 17 août 1979 [Où ?], est un concepteur américain de montagnes russes qui a participé à la renaissance des montagnes russes en bois dans les années 1970.

## Biographie
Il fit ses études à Temple University puis commença à travailler pour la Philadelphia Toboggan Company en 1934 en tant qu'opérateur de montagnes russes. Il en devint président en 1954. On lui doit plus de 25 créations et la contribution significative à la technologie des montagnes russes.

## Réalisations
| Nom                               | Parc                           | Année d'ouverture |
| --------------------------------- | ------------------------------ | ----------------- |
| Jet Flyer / Sea Dragon            | Zoombezi Bay (en)              | 1956              |
| Skyliner                          | Lakemont Park                  | 1960              |
| Starliner                         | Cypress Gardens Adventure Park | 1963              |
| The Wild One                      | Six Flags America              | 1963              |
| Blue Streak                       | Cedar Point                    | 1964              |
| Swamp Fox                         | Family Kingdom                 | 1966              |
| Cannon Ball                       | Lake Winnepesaukah (en)        | 1967              |
| Shooting Star                     | Lakeside Park                  | 1968              |
| Zingo                             | Bell's Amusement Park (en)     | 1968              |
| The Racer                         | Kings Island                   | 1972              |
| Fairly Odd Coaster                | Kings Island                   | 1972              |
| The Great American Scream Machine | Six Flags Over Georgia         | 1973              |
| Rebel Yell                        | Kings Dominion                 | 1975              |
| Scooby Doo Ghoster Coaster        | Kings Dominion                 | 1975              |
| Screamin' Eagle                   | Six Flags St. Louis            | 1976              |